# Agua Negra, Oaxaca
Agua Negra är en ort i Mexiko.   Den ligger i kommunen San Lucas Zoquiápam och delstaten Oaxaca, i den sydöstra delen av landet, 270 km sydost om huvudstaden Mexico City. Agua Negra ligger 2 104 meter över havet och antalet invånare är 108.
Terrängen runt Agua Negra är bergig åt sydväst, men åt nordost är den kuperad. Runt Agua Negra är det ganska tätbefolkat, med 78 invånare per kvadratkilometer. Närmaste större samhälle är San Gabriel Casa Blanca, 19,5 km väster om Agua Negra. Omgivningarna runt Agua Negra är en mosaik av jordbruksmark och naturlig växtlighet.